# 南杂木镇
南杂木镇，是中华人民共和国辽宁省抚顺市新宾满族自治县下辖的一个乡镇级行政单位。

## 行政区划
南杂木镇下辖以下地区：
建设社区、富强社区、车站社区、朝阳村、国道旁村、聂尔库村、榔头沟村、转湾子村和南杂木村。